# المنصور سيف الدين قلاوون
أَبُو الْمَعَالِي السُّلْطَان الْملك الْمَنْصُور سيف الدّين قَلَاوُونَ الألفي العلائي الصَّالِحِي (618هـ / 1222م - 27 ذي القعدة 689هـ / 10 نوفمبر 1290م ) لقب بأبو الفتح مؤسسَ السلالةِ القَلاووُنَية التي حكمت مصر والشام والحجاز واليمن والأناضول و أجزاء من الديار العراقية وإفريقية لمدة 111 سنة. السابع من سلاطين المماليك البحرية وفاتح طرابلس الشام والمرقب وقائد معركة حمص الثانية ضد دولة مغول فارس شارك في معركة المنصورة وأسس البيمارستان المنصوري في القاهرة.
كان من كبار الأمراء أصحاب النفوذ أثناء حكم الأسرة الظاهرية، وبويع له بالسلطنة في الحادي عشر من رجب سنة 678 هـ خلفاً للملك الصغير العادل بدر الدين سُلامش. تتحدث أغلب مصادر هذا العصر عن لقب الألفي وهو لقب أطلق على السلطان المنصور قلاوون لأنه ورد البلاد في أحسن جلبة، وأبهى وأتم خلقة وخلقاً. ازدحمت عليه عند وصوله وهو ابن أربع عشرة سنة أرباب الرغبات وبذلت فيه الألوف من الذهب، فكان الألفي قامة، والألفي قيمة، وأنه لأعلى وأغلى، وإن محله لأجل وأعلى.

## أصله ونشأته
هو المنصور(1) أبو المعالي سيف الدين(2) قلاوون(3)بن عبد الله(4)الألفي(5)العلائي(6)الصالحي النجمي(7).

ذكر شمس الدين الذهبي حول صفات المنصور قلاوون ما يلي:
| المنصور سيف الدين قلاوون | كان من أحسن الناس صورة في صباه، وأبهاهم وأهيبهم في رجولته، كان تام الشكل، مستدير اللحية على وجهه هيبة المُلك وعلى أكتافه حشمة السلطنة، وعليه سكينة ووقار. | المنصور سيف الدين قلاوون |

أصله من جنس المماليك(8)، و هم أطفال مسّهم الرق بسبب خطفهم من أهلهم أو بيعهم من الفقر، و ينتهي بهم المطاف في القاهرة حيث يقوم أحد السلاطين أو الأمراء باعتاق المملوك، يشرف علي تربيته و ينشأه نشأة إسلامية حيث يقوم بدراسة الشريعة و حفظ صحيح البخاري و القرآن وتعلم القراءة و الكتابة و اتقان اللغة العربية وتحدثهم بها بلهجتها المصرية ، وحفظ القرآن الكريم ثم إذا وصل سن البلوغ يتم تدريبه علي فنون الفروسية و المهارات القتالية ، و كان المنصور قلاوون من ضمن المماليك البحرية ونشأ معهم في قلعة الروضة في القاهرة.

#### طفولة قلاوون و نشأته
نتيجة لهذه الظروف فإن المعلومات عن نشأة و اصل معظم المماليك قبل وصولهم للقاهرة شحيحة للغاية، و مما وصل لنا من المؤرخين عن طفولة قلاوون انه ولد سنة 618هـ اختطف المنصور قلاوون و هو صغير و بيع في اسواق الرقيق و أطلق عليه أحد تجار الرقيق اسم (آق ون) هو اسم تركي يعني بطه سمي هكذا لأن كان هناك تقوص في قدميه و حرف اسمه علي لسان أهل مصر إلي قلاوون وعرف به، وصل القاهرة و عمره أربع عشرة سنة بعد أن اشتراه أحد امراء المصريون وهو الأمير الأمين علاء الدين آق سنقر الساقي العادلي و اليه نسب الملك المنصور قلاوون بالعلائي و اشتراه بألف دينار لحسن سيرته لهذا السبب لقب بـ قلاوون الألفي، ولما توفي الأمير الأمين علاء الدين انتقل إلى خدمة الصالح أيوب الذي أعتقه سنة 647 هـ، و أصبح من ضمن المماليك البحرية.
فيما بعد شارك في عدة حملات ابرزها الحملة الصليبية السابعة كما أنه كان أبرز رجال الظاهر بيبرس وصديقه المقرب و لقوة الرابطة بينهم قام بتزويج ابنته الْخُونْدَهُ غَازِيَةُ خَاتُونَ بِنْتُ الْمَلِكِ الْمَنْصُورِ قَلَاوُونَ للْمَلِكِ السَّعِيدِ ناصر الدين مُحَمَّدُ ابْن الْملك الظَّاهِر بيبرَسْ البُنْدُقْدارِي، و بوفاة الظاهر بيبرس أصبح أحد اقوي امراء المماليك و اتابك للعسكر.

## السلطنة
بعد أن اُجبر الملك السعيد على خلع نفسه ورحيله إلى الكرك عرض الأمراء السلطنة على الأمير سيف الدين قلاوون الألفى إلا أن قلاوون الذي كان يدرك قوة الأمراء والمماليك الظاهرية  رفض السلطنة قائلاً للأمراء «أنا ما خلعت الملك السعيد طمعاً في السلطنة، والأولى ألا يخرج الأمر عن ذرية الملك الظاهر». فأستُدعى سلامش الذي كان طفلا في السابعة من عمره  إلى قلعة الجبل  وتم تنصيبه سلطانا بلقب الملك العادل بدر الدين ومعه قاضى القضاة برهان الدين السنجارى وزيراً وعز الدين أيبك الأفرم  نائبا للسلطنة وقلاوون الألفى أتابكاً ومدبراً للدولة وكُتب إلى الشام بما تم فحلف الناس بدمشق كما وقع الحلف بمصر أصبح قلاوون هو الحاكم الفعلى للبلاد وأمر بأن يخطب بإسمة واسم سُلامش معاً في المساجد وبأن يُضرب اسمه مع اسمه على السكة  كما شرع في القبض على الأمراء الظاهرية وإيداعهم السجون بينما راح يستميل المماليك الصالحية  عن طريق منحهم الاقطاعات والوظائف والهبات بهدف سيطرته الكاملة على البلاد تمهيداً لاعتلاءه تخت السلطنة. ولما أحس قلاوون أن البلاد قد صارت في قبضته بالكامل استدعى الأمراء والقضاة والأعيان بقلعة الجبل وقال لهم: «قد علمتم أن المملكة لا تقوم الا برجل كامل» فوافقه المجتمعون وتم خلع سُلامش بعد أن ظل سلطاناً اسمياً لمدة مئة يوم ونُصب قلاوون سلطاناً.

## صلح السلطان معسنقر الأشقر
بدأ السلطان قلاوون ولايته بمحاربة الخارجين عليه كالأمير سنقر الأشقر، حيث بعث إليه حيث هو بالشام جيشاً بقيادة الأمير سنجر، وظلا في سجال من القتال حتى توالت الأنباء بقرب عودة التتار فكتب السلطان المنصور إلى سنقر «إن التتار قد أقبلوا، والمصلحة أن نتفق عليهم، لئلا يهلك المسلمون بيننا وبينهم، وإذا ملكوا البلاد لم يدعوا منا أحدا»، فكتب إليه سنقر بالسمع والطاعة.

## وصول المغولووقعة حمص
في السابع والعشرين من جمادى الآخرة 680هـ وصل الخبر بقدوم منكوتمر بن هولاكو بجيشه إلى عنتاب، فخرج إليه السلطان وعسكر في حمص، واستقدم سنقر الأشقر وقواته، ودخل التتار حماة فخربوا فيها، ثم وصلوا إلى حمص حيث التقى الجمعان في حمص بتاريخ 14 رجب سنة 680هـ/ (28 أكتوبر 1281م).
وقد اضطربت ميمنة المسلمين في البداية، ثم الميسرة، وثبت السلطان ومن معه ثباتاً عظيماً، ماحمل الأمراء والقادة على الانقضاض على التتار وكسروهم كسرة عظيمة، وجرحوا ملكهم، وقتلوا منهم الكثير، وكانت مقتلة تفوق الوصف، وانتهت المعركة بانتصار المسلمين انتصاراً مظفراً، ودخل السلطان المنصور دمشق في أبهة النصر في 22 من رجب سنة 680هـ (5 نوفمبر 1281م) وبين يديه الأسرى، وحاملين معهم رؤوس قتلى المغول على الرماح.

## استكمال رحلة الجهاد ضدالصليبيين
عزم السلطان المنصور على استكمال رحلة الجهاد ضد الصليبيين التي بدأها أسلافه، ففي سنة 684هـ فتح قلعة المرقب وبانياس وفي سنة 688هـ فتح طرابلس (لبنان) بعد حصارها واستعمال المنجنيق وغنم جيشه غنائم عظيمة. عزم السلطان على المسير إلى عكا إلا أن الأجل لم يمهله، فكان شرف فتحها لولده الذي خلفه، السلطان البطل الأشرف صلاح الدين خليل بن قلاوون.

## وفاة المنصور قلاوون
توفي السلطان قلاوون بقلعة الجبل بالقاهرة في السابع والعشرين من ذي القعدة سنة 689هـ، وفيها غُسّل وكفن، ثم حُمل إلى تربته الواقعة ضمن ما يعرف بمجموعة السلطان المنصور قلاوون في منطقة بين القصرين (شارع المعز) فدُفن فيها، ولا تزال هذه المجموعة العمرانية شاهدة على عظمة هذا السلطان وازدهارعهده و يوجد له مسجد كبير في شارع المعز لبوابة الفتوح، و كان بجانب اهتمامه بالعمران كان سلطاناً شاعراً كان له عدة ديوان اشهرها ديوانه (الحصن الحصين) الذي يمتدح فيه مصر و أهلها.
بعد وفاة السلطان المنصور خلفه ولده السلطان الملك الأشرف صلاح الدين خليل بن قلاوون الذي استكمل رحلة الجهاد وفتح فتوحاً عظيمة، ومن بعده أخوه الناصر محمد بن قلاوون وظل الحكم في بنو قلاوون نحو قرن من الزمان.

## وصلات خارجية
- أشرف صالح، المماليك طبقة الرقيق الحاكمة، موقع دنيا الرأي، كتب ودراسات، منشور في يوليو 2009.

| سبقه: العادل بدر الدين سُلامش | سلطان مصر | خلفه: الأشرف صلاح الدين خليل |

## الهوامش
- 1المنصور: تلقب بالمنصور بعد سلطنته
- 2سيف الدين: لقبه به أستاذه
- 3 قلاوون: يقال أن معني الاسم هو البطة وسمي هكذا لأن كان هناك تقوص في قدميه
- 4عبد الله: تشير إلى أن الأب مجهول، وكان ذلك شأن أغلب المماليك لأنهم كانوا يسترقون أطفالاً ويباعون بعيداً عن أهلهم، واختير اسم عبد الله، لأن أباه أياً كان لابد وأن يكون عبداً لله.
- 5الألفي: نظراً لشراءه بألف دينار في إشارة إلى تمتعه بمواصفات ومميزات خاصة.
- 6العلائي: نسبة إلى الأمير الذي اشتراه وهو الأمير علاء الدين آق سنقر الكاملي.
- 7الصالحي النجمي: نسبة إلى السلطان الملك الصالح نجم الدين أيوب الذي آلت إليه المماليك العلائية ومنهم قلاوون بعد وفاة الأمير علاء الدين آق سنقر الكاملي سنة 647هـ/1249م، والذي جعله من جملة مماليكه البحرية وهم المماليك الذين أسكنهم الصالح نجم الدين أيوب قلعة الروضة.
- 8 جنس المماليك: هم أطفال معتقين يتم تربيتهم في جزيرة الروضة عند نهر النيل ليصبحو فرسان محاربين تعتمد الدولة عليهم تم تسميتهم بالبحرية نسبة لنهر النيل. أما عن أصلهم فقد يكون من أولاد الترك القفجاق والجركس وهم شعوب تم احتلال بلادهم ونهبها وبيع أبنائهم عبيد وجواري أو قد يكون من أولاد القبط الذين كان يتم خطف أولادهم من القري أثناء فترات المجاعات والحروب في العصر الأيوبي.[21]